# Brigsby Bear
Pour plus de détails, voir Fiche technique et Distribution.
Brigsby Bear est un film américain réalisé par Dave McCary, sorti en 2017.

## Synopsis
Après 25 ans de vie avec des parents qui l'ont en fait enlevé étant petit et amené dans une maison isolée dans le désert, James Pope est retrouvé par la police et va vivre une nouvelle vie à Cedar Hills avec ses parents biologiques. Il découvre avec stupeur qu'il est le seul à connaitre l'émission pour enfants Brigsby Bear Adventures qui a en fait été créé de toutes pièces par ses ravisseurs, et qui s'est donc arrêtée sans jamais se terminer. Pour affronter sa nouvelle vie, le jeune homme décide de mettre en pratique les leçons de l'ours Brigsby et de lui donner une fin en film.

## Fiche technique
Sauf indication contraire, les informations mentionnées dans cette section peuvent être confirmées par la base de données cinématographiques IMDb,  présente dans la section « Liens externes ».
- Titre original : Brigsby Bear
- Réalisation : Dave McCary
- Scénario : Kyle Mooney et Kevin Costello
- Direction artistique : Andy Eklund
- Décors : Brandon Tonner-Connolly
- Costumes : Sarah Mae Burton
- Photographie : Christian Sprenger
- Montage : Jacob Craycroft
- Musique : David Wingo
- Production : Will Allegra, Al Di, Phil Lord, Chris Miller, Mark Roberts, Billy Rosenberg, Andy Samberg, Akiva Schaffer, Jorma Taccone

Coproducteur : Jason Zaro
Producteurs délégués : P. Jennifer Dana, Phil Hoelting, Lian Hua et Ross Jacobson
- Sociétés de production : 3311 Productions, Kablamo!, The Lonely Island, Lord/Miller et YL Pictures
- Société de distribution : Sony Pictures Classics
- Budget : n/a
- Pays de production :  États-Unis
- Langue originale : anglais
- Format : couleur
- Genre : comédie dramatique
- Durée : 97 minutes
- Dates de sortie[1] :
  - États-Unis : 23 janvier 2017 (festival du film de Sundance - section US Dramatic)
  - France : 25 mai 2017 (festival de Cannes - Semaine de la critique)
  - États-Unis : 28 juillet 2017 (sortie limitée)
  - France : 15 janvier 2018 (vidéo à la demande)
  - France : 14 mars 2018 (vidéo)

## Distribution
- Kyle Mooney (en) (VF : Emmanuel Garijo) : James Pope
- Greg Kinnear (VF : Bruno Choël) : inspecteur Vogel
- Matt Walsh (VF : Jean-François Aupied) : Greg Pope
- Michaela Watkins : Louise Pope
- Ryan Simpkins (VF : Valérie Nosrée) : Aubrey Pope
- Jorge Lendeborg Jr. (VF : Benjamin Bollen) : Spencer
- Alexa Demie (VF : Aurélie Konaté) : Meredith
- Mark Hamill (VF : Gabriel Le Doze) : Ted Mitchum
- Jane Adams : April Mitchum
- Claire Danes (VF : Caroline Victoria) : Emily
- Beck Bennett (VF : Martial le Minoux) : inspecteur Bander
- Andy Samberg : Eric
- Kate Lyn Sheil : Arielle Smiles

## Production

### Genèse et développement
En juin 2016, la Utah Film Commission publie un communiqué de presse annonçant la production future de six films dans l'État. L'un d'eux est Brigsby Bear réalisé par Dave McCary, avec en vedette Kyle Mooney (en), deux membres de la troupe humoristique Good Neighbor et coécrit par Kyle Mooney et Kevin Costello. Le réalisateur Dave McCary explique l'origine du scénario :

« Kyle, mon meilleur ami avec qui j'ai grandi, est plus obsédé que moi par les vieilles VHS d'obscures émissions pour enfants. Et l'idée du film provient de son amour pour ces vidéos. Il s'est demandé “Et si une émission avait été faite uniquement pour moi ?”, puis est arrivée l'idée de l'enlèvement et de l'utilisation du show pour lui laver le cerveau afin qu'il croit à ces visions du monde excentriques. Nous avons fait beaucoup de vidéos ensemble et, en grandissant, nous avons découvert notre amour de la créativité et de la réalisation ensemble. Et ce film, qui a beaucoup à voir avec la créativité et l'amitié sur le plan thématique était parfait pour nous car lié à notre expérience. »

### Attribution des rôles
Claire Danes, Andy Samberg, Mark Hamill, Greg Kinnear, Michaela Watkins, Matt Walsh et Beck Bennett (autre membre de Good Neighbor) rejoignent eux aussi la distribution des rôles,.

### Tournage
Le tournage a eu lieu en Utah, notamment à Salt Lake City,.

## Critiques
Sur Rotten Tomatoes, Brigsby Bear obtient 89% d'opinions favorables, pour 18 critiques et une note moyenne de 7/10. Sur Metacritic, le film obtient une note moyenne de 67/100.
Pour sa présentation dans la section Semaine de la critique du festival de Cannes 2017, le film est très bien accueilli par la presse.